# Perus ambassad i Stockholm
Perus ambassad i Stockholm (spanska: Embajada del Perú en Suecia) är Perus diplomatiska beskickning i Sverige. Den är belägen på Kommendörsgatan 35 NB. De diplomatiska förbindelserna upprättades 1938.

## Beskickningschefer
| Namn                          | Period    | Funktion   | Ackreditering               |
| ----------------------------- | --------- | ---------- | --------------------------- |
| Eduardo Llosa Larrabure       | 2003–???? | Ambassadör | Sidoacrekditerad till Riga. |
| ?                             | ????–???? | Ambassadör |                             |
| José Beraún Aranibar          | 2013–2018 | Ambassadör |                             |
| José Antonio Bellina Acevedo  | 2018–2022 | Ambassadör |                             |
| Cristina Ronquillo de Blödorn | 2022–     | Ambassadör |                             |